# 微口属
微口属（学名：Microtrema）为後睪科的一个属。

## 下属物种
本属包括以下物种：
- 截形微口吸虫 Microtrema truncatum Kobayashi, 1915[2]